# William Sylvester
William „Bill“ Sylvester (* 31. Januar 1922 in Oakland, Kalifornien; † 25. Januar 1995 in Butte County, Kalifornien) war ein US-amerikanischer Schauspieler.

## Leben und Karriere
William Sylvester wurde in Kalifornien als Sohn des italienischen Einwanderers Joseph Silvester (1899–1941) und der Amerikanerin Gertrude Bailey (1898–1957) geboren. Nach einem Einsatz bei der United States Navy im Zweiten Weltkrieg ließ sich der junge Mann in Großbritannien nieder, wo er seine Schauspielkarriere begann. Sein Filmdebüt machte Sylvester unter Regie von Edward Dmytryk in Haus der Sehnsucht aus dem Jahre 1949. Er sollte weite Teile seiner Karriere in Großbritannien zubringen, doch während er in den 1950er-Jahren auch einige Hauptrollen in Low-Budget-Produktionen spielte, blieben seine Auftritte insbesondere in späteren Jahren meist auf kleinere Rollen beschränkt. Sylvester fand allerdings dank seiner amerikanischen Akzentes eine Nische und wurde im britischen Filmen und Fernsehen regelmäßig in Rollen als Amerikaner besetzt.
Die bekannteste Rolle, die Sylvester gespielt hat, war die des Wissenschaftlers Dr. Heywood Floyd in Stanley Kubricks Filmklassiker 2001: Odyssee im Weltraum aus dem Jahre 1968. Er trat auch als ein deutscher Offizier zu Beginn des Films Die Hindenburg (1975) auf. Anfang der 1980er-Jahre zog sich Sylvester von der Schauspielerei zurück und verbrachte seinen Lebensabend in Kalifornien, wo er 1995 starb. Er war zeitweise verheiratet mit der britischen Schauspielerin Veronica Hurst, die Ehe wurde jedoch geschieden.

## Filmografie (Auswahl)
- 1949: Haus der Sehnsucht (Give Us This Day)
- 1952: Der gelbe Ballon (The Yellow Balloon)
- 1953: Haus der Erpressung (House of Blackmail)
- 1954: Was jede Frau sich wünscht (What Every Woman Wants)
- 1957: Schau nicht zurück (High Tide at Noon)
- 1958: Gorgo (Gorgo)
- 1959: Die schwarze Lorelei (Whirlpool)
- 1960: In den Fängen des FBI (Offbeat)
- 1961: Scotland Yard hört mit (Information Received)
- 1963: Küsse für den Mörder (Ricochet)
- 1963: Der Teufel spielt Zufall (Blind Corner)
- 1965: Die Gruft der toten Frauen (Devils of Darkness)
- 1967: James Bond 007 – Man lebt nur zweimal  (You Only Live Twice)
- 1968: 2001: Odyssee im Weltraum (2001: A Space Odyssey)
- 1968: Der Todesengel (The Hand of Night)
- 1968: The Syndicate
- 1970: Herausforderung zum Grand-Prix (The Challengers, Fernsehfilm)
- 1970: Der Strafverteidiger (The Lawyer)
- 1970: Howdy (Fernsehfilm)
- 1974: Spur der Gewalt (Busting)
- 1975: Guilty or Innocent: The Sam Sheppard Murder Case (Fernsehfilm)
- 1975: Die Hindenburg (The Hindenburg)
- 1976: Gemini Man (Miniserie, 11 Episoden)
- 1976: Riding with Death (Fernsehfilm)
- 1978: Der Himmel soll warten (Heaven Can Wait)
- 1980: Ene Mene Mu und Präsident bist du (First Family)